# Bombardeos de Dnipró de 2022-2023
Los bombardeos de Dnipró se refiere a los constantes ataques en la ciudad y su área metropolitana desde marzo de 2022 durante la invasión rusa de Ucrania.

## Ataques de 2022

### Marzo
Dnipro fue atacado por primera vez durante la invasión rusa de Ucrania en 2022 el 11 de marzo de 2022. Tres misiles impactaron en la ciudad y mataron a una persona, impactando cerca de un edificio de apartamentos y un jardín de infancia. El 15 de marzo, el aeropuerto internacional de Dnipró resultó gravemente dañado por misiles rusos. Esto destruyó el fugitivo del aeropuerto. El 30 de marzo, las fuerzas rusas atacaron una terminal petrolera en Dnipró y la destruyeron. No hubo víctimas.

### Abril
Otro ataque al aeropuerto de Dnipró el 10 de abril destruyó por completo el aeropuerto y la infraestructura cercana.

### Junio
El 28 de junio, las fuerzas rusas dispararon seis misiles de crucero 3M-14E Kalibr desde el Mar Negro a Dnipró alrededor de las 5:30 hora local. Uno de ellos golpeó un taller de reparación de automóviles Avtodiesel, matando a un hombre y una mujer. Otras siete personas, incluido un niño de seis años, resultaron heridas. Posteriormente se encontraron fragmentos del misil Kalibr.

### Julio
Las Fuerzas Armadas de Rusia llevaron a cabo un ataque contra Dnipró propiamente dicho el 15 de julio de 2022. Como resultado, cuatro personas murieron y 16 resultaron heridas. El objetivo principal era la planta espacial más grande de Ucrania ubicada dentro de la ciudad.
La ciudad fue bombardeada por aviones Tu-95 desde la parte norte del Mar Caspio con misiles X-101. Según datos preliminares, se dispararon un total de 8 cohetes. La Fuerza Aérea de Ucrania logró derribar cuatro misiles. Cada misil cuesta 13 millones de dólares (8 misiles cuestan a Rusia más de 100 millones de dólares).
Parte de los cohetes alcanzaron la empresa "Pivdenmash". Como resultado del impacto, el suministro de agua de la ciudad resultó dañado y parte de los habitantes de la ciudad quedaron sin suministro de agua. Más de diez automóviles resultaron dañados, puertas y ventanas fueron destruidas en edificios residenciales.
Cuatro personas fueron asesinadas. Una de las víctimas es un conductor de autobús urbano. El primer día se reportaron 15 heridos y al día siguiente su número aumentó a 16.

### Septiembre
En la mañana del 29 de septiembre de 2022, los misiles alcanzaron áreas residenciales en Dnipró y tres personas murieron. La estación central de autobuses también fue atacada.

### Octubre
Dnipró también fue alcanzado durante los ataques con misiles rusos del 10 de octubre de 2022 en infraestructura crítica.
El 18 de octubre de 2022, los ataques con misiles rusos tuvieron como objetivo la infraestructura energética de Dnipró. Un hombre resultó herido y se produjo un incendio a gran escala en una instalación de infraestructura energética que sufrió graves daños. También resultaron dañados más de tres docenas de edificios residenciales, incluidas escuelas y jardines de infancia.

### Noviembre

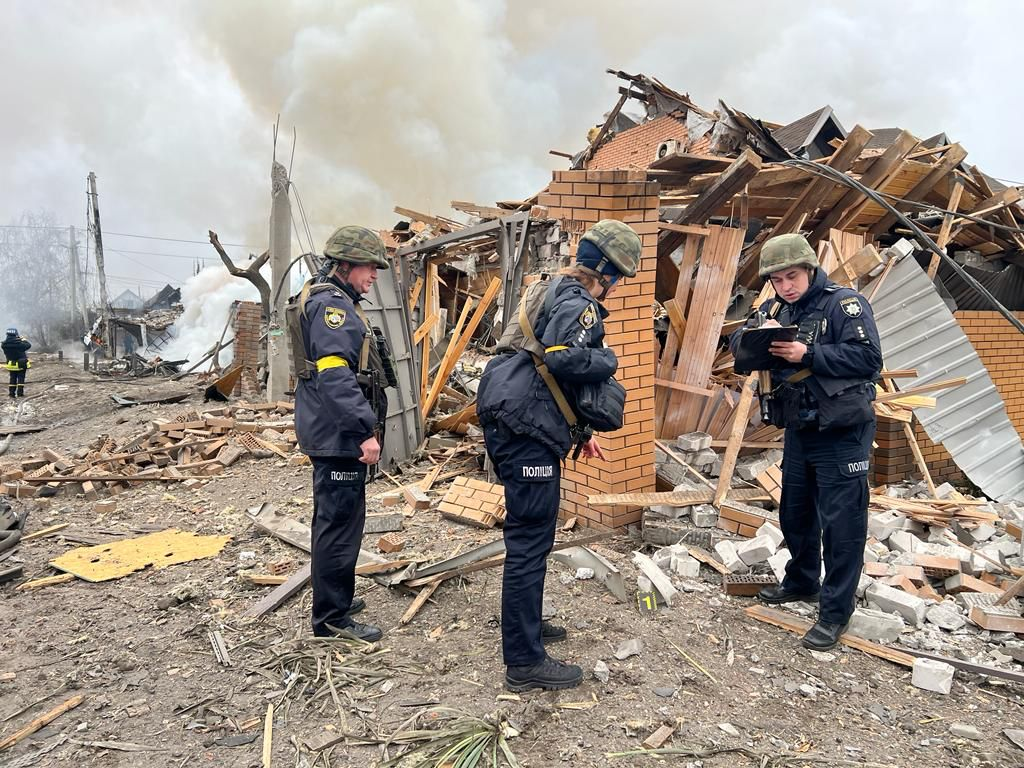
Dnipró tras el ataque del 26 de noviembre.

En la madrugada del 9 de noviembre de 2022, las fuerzas rusas desplegaron drones kamikaze en un ataque contra una empresa de logística y provocaron un gran incendio. Cuatro empleados sufrieron lesiones, tres graves. Los sistemas de defensa antiaérea (supuestamente) destruyeron cinco municiones merodeadoras.
Alrededor de las 08:30 de la mañana del 15 de noviembre, mientras la gente se dirigía al trabajo, Dnipró fue golpeada por un ataque (según el primer ministro Denys Shmyhal) en la planta de misiles PA Pivdenmash. El gobernador del Óblast de Dnipropetrovsk, Valentyn Reznichenko, declaró que una empresa industrial, casas, trolebuses y una "calle animada" resultaron dañadas. Reznichenko afirmó que 23 personas resultaron heridas, incluido un adolescente. El alcalde de Dnipró, Borys Filatov, afirmó que un empleado del ayuntamiento resultó herido en el ataque mientras ayudaba a las ancianas.
El 26 de noviembre de 2022, alrededor del mediodía, un ataque con misiles rusos en Dnipró hirió a 13 personas y destruyó parcialmente siete casas privadas en el distrito Amur-Nyzhnodniprovskyi de Dnipró. El alcalde de Dnipró, Borys Filatov, informó que las comunicaciones y la infraestructura de la ciudad no sufrieron daños. El gobernador Valentyn Reznichenko declaró que, debido al ataque, una mujer fue hospitalizada en estado crítico. Al día siguiente, Reznichenko informó que un hombre fue encontrado muerto bajo los escombros.
Un ataque ruso nocturno con múltiples misiles destruyó una empresa el 29 de noviembre de 2022. No se reportaron víctimas (humanas).

## Ataques de 2023

### Enero
El 14 de enero, un edificio residencial de varios pisos en Dnipró fue alcanzado por un ataque ruso. La explosión se escuchó aproximadamente a las 3:41 p. m. Una alerta aérea local había comenzado a las 2:00 p. m. El 19 de enero, se sabe que 46 personas murieron y 80 resultaron heridas. 11 personas siguen desaparecidas. 39 personas fueron rescatadas.